# Vaporwave

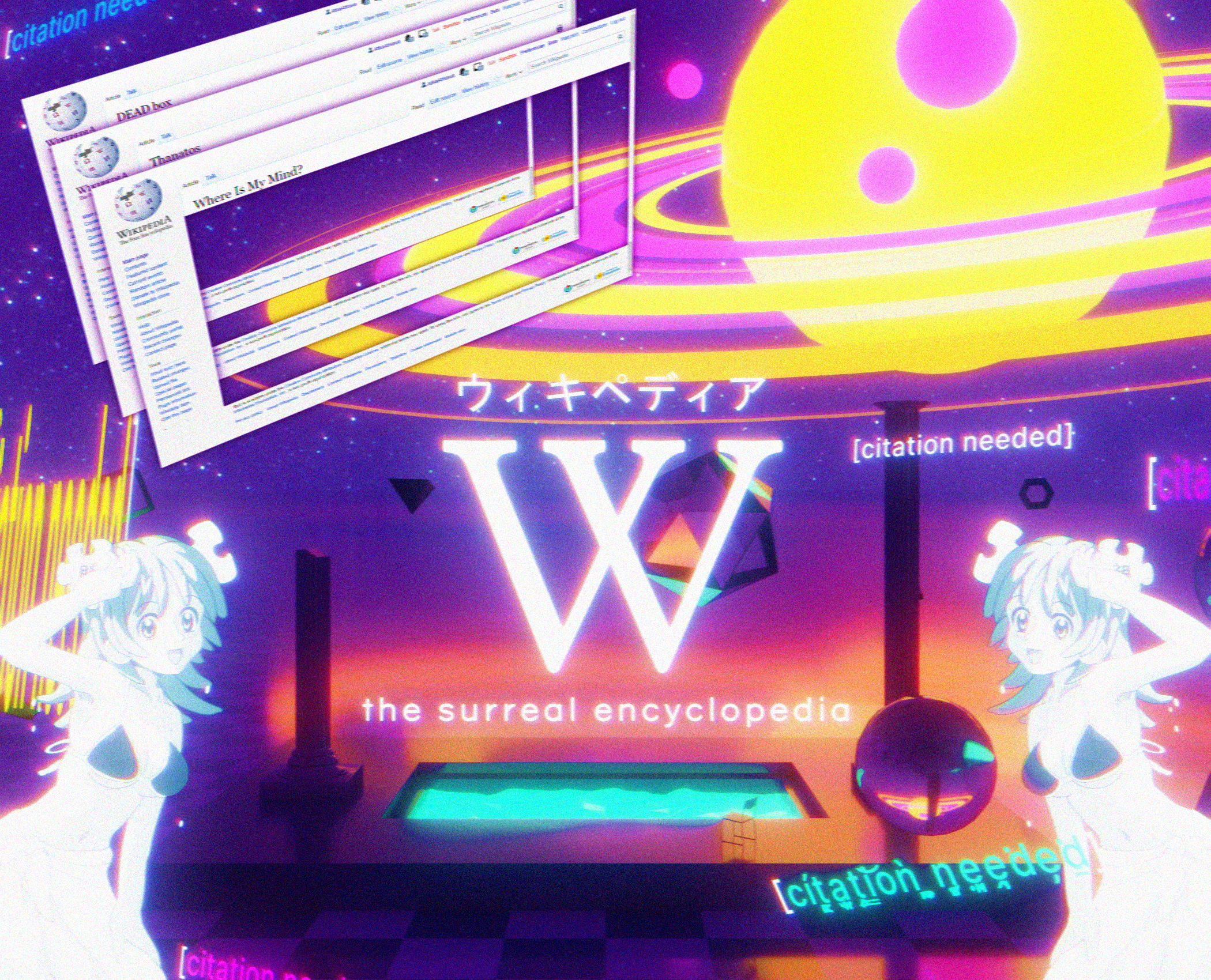
Immagine vaporwave con il logo di Wikipedia.

La Vaporwave è una corrente artistica ed estetica emersa nella prima metà degli anni 2010, caratterizzata da un'ampia e eterogenea gamma di espressioni musicali e visive. Il suo nome deriva dal termine "vaporware", utilizzato per indicare quei prodotti software che sono stati annunciati, ma mai ufficialmente rilasciati, e riflette appieno le tematiche della corrente. La Vaporwave, infatti, sfrutta il concetto di anemoia, ovvero la nostalgia per qualcosa che non si è mai vissuto, per criticare e parodiare le promesse infrante dal sistema capitalistico-consumistico e la commercializzazione della cultura di massa. Inoltre, essa rappresenta anche la conseguente decadenza della società moderna, accelerata dal processo di digitalizzazione.
Musicalmente la vaporwave è considerata un microgenere della musica elettronica (precisamente di musica elettronica indipendente) inizialmente una variante ironica della chillwave, la vaporwave si è sviluppata in parte anche dalle tendenze sperimentali del pop ipnagogico e caratterizzato dall'appropriazione di stili come lo smooth jazz, R&B e lounge reinterpretati con tecniche di sampling. Fanno parte del contesto vaporwave anche la glitch art, anime e scenari cyberpunk, che vengono spesso usati nelle copertine e nei video musicali. Visualmente include immagini risalenti all'internet primitivo come oggetti fatti in computer grafica, vecchi sistemi operativi o video musicali. Il genere ha guadagnato popolarità grazie a social network come Bandcamp, Tumblr, Soundcloud e 4chan e comprende numerosi artisti fra cui Vektroid, James Ferraro, Chuck Person, che sono considerati i capostipiti del movimento. A seguito dell'affermarsi del genere nel 2012, sono emersi anche diversi sottogeneri, come la dream wave, il future funk, la vaportrap, il mallsoft e hardvapour anche se non tutti questi hanno superato la prova del tempo dopo. Il genere si è anche intersecato con varie mode come il streetware e altri movimenti politici. Nonostante sia stata talvolta descritta come genere "morto", poiché associata alla natura effimera dei meme di Internet, da cui ha assimilato l'ironica e la caoticità, in realtà non ha mai cessato la sua attività. Continua a vivere non solo sotto forma della grande eredità ed influenza che ha marchiato indelebilmente la storia dell'arte digitale; ma con nuovi meme che continuano a rifarsi a quell'immaginario (come le backrooms); con la continua evoluzione di nuovi sottogeneri, atmosfere e suggestioni; e con un seguito che, per quanto rimanga una nicchia, riesce ancora a produrre milioni di visualizzazioni a video YouTube semi-amatoriali di svariate ore, sotto i quali si è originato il fenomeno degli "Internet Checkpoint" (luoghi in cui si può prende una pausa dalla frenesia della vita e dell'intrattenimento moderno, per condividere senza filtri le proprie esperienze, come se si fosse seduti attorno ad un falò).

## Descrizione

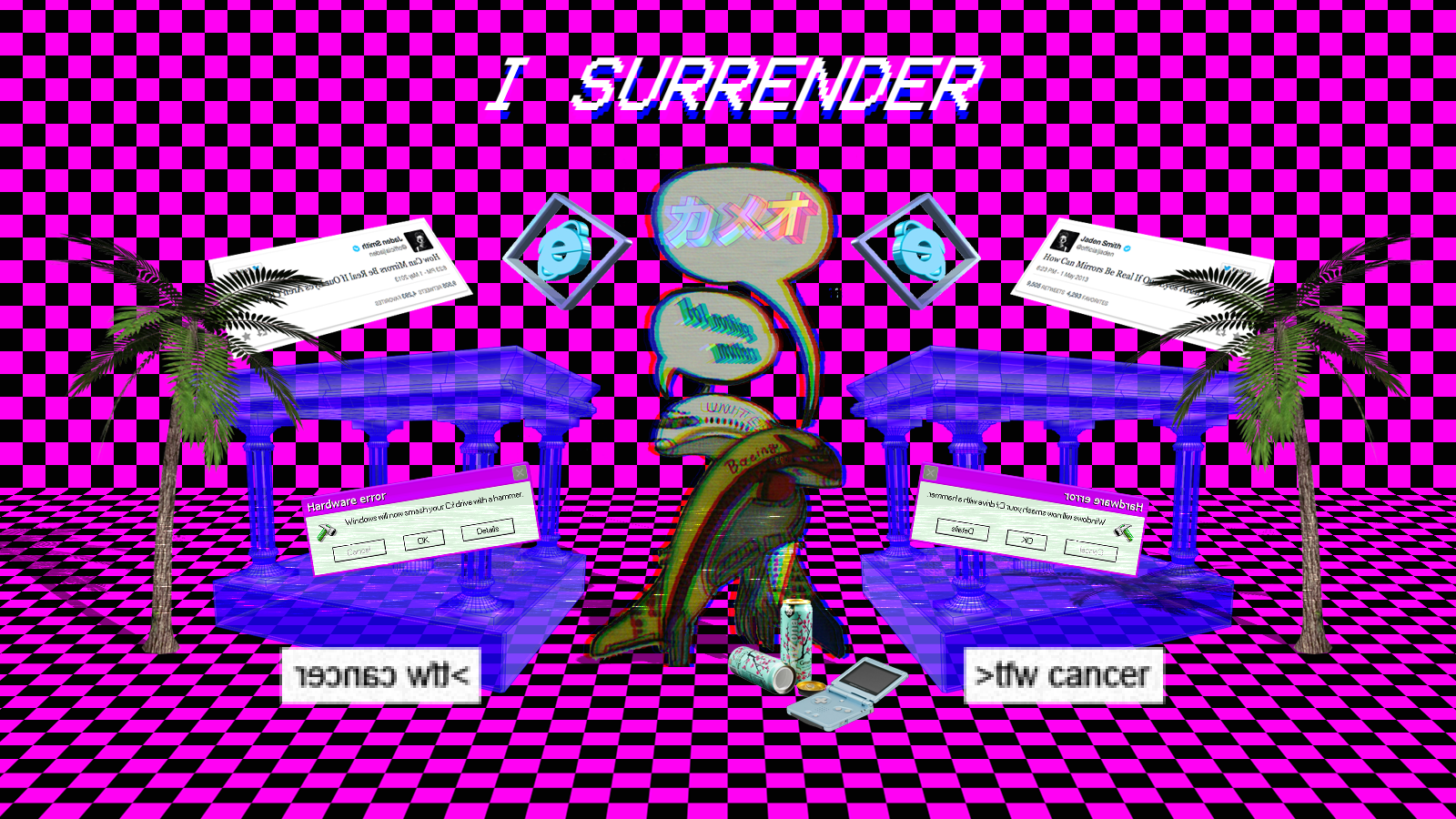
Esempio di immagine vaporwave

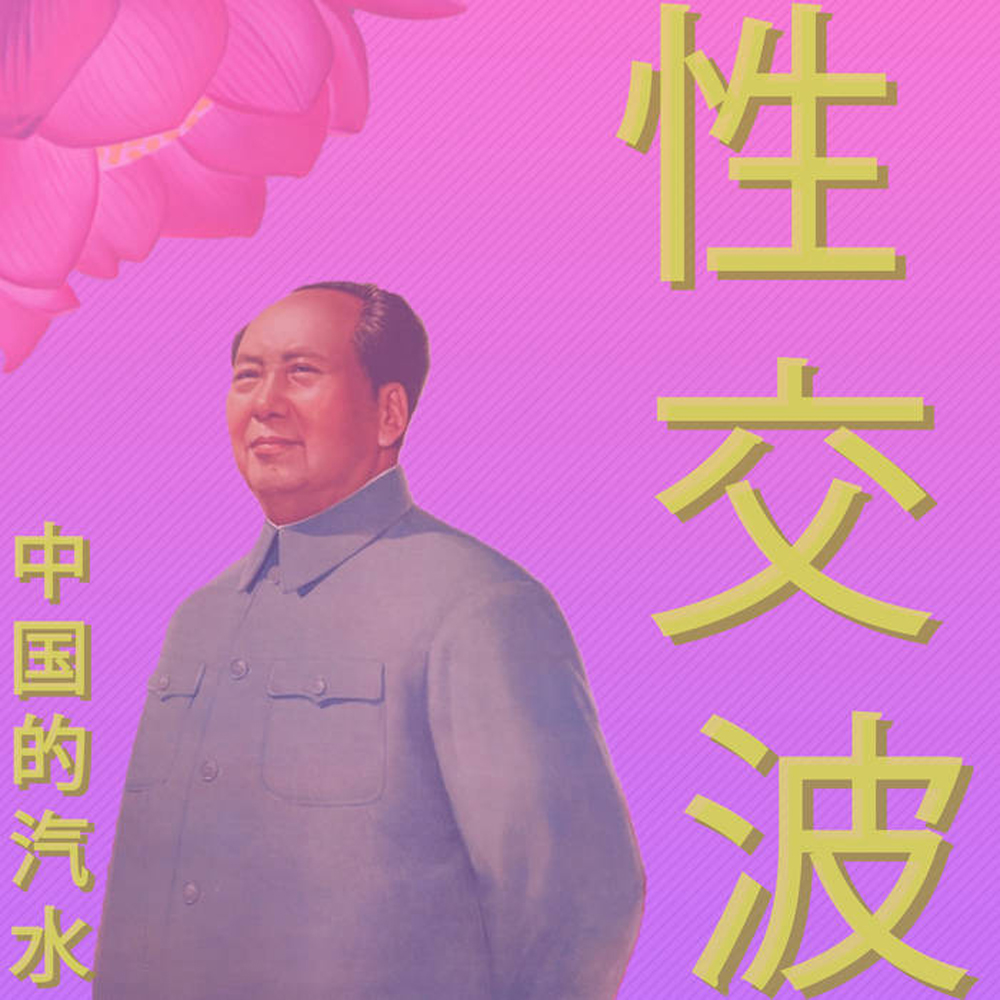
Copertina dell'album Vaporwave for China di Xwaves, raffigurante Mao Zedong

Costruito sulle tendenze sperimentali e ironiche di generi come la chillwave e il pop ipnagogico, la vaporwave è un genere basato su internet che attinge principalmente da risorse culturali e musicali degli anni 80 e 90 e si caratterizza per l'uso massiccio di campionamenti di musica lounge, smooth jazz, pop anni ottanta, adult contemporary music e synth pop. Spesso i campioni vengono rallentati o pesantemente effettati in maniera simile al "chopped & screwed".. Le prime forme di vaporwave consistevano nella manipolazione di tracce di altri generi di quegli anni, con composizioni che risultavano essere quasi completamente formate da spezzoni di altre, ma rallentate e arricchite con vari effetti. L'artista Vektroid ha descritto il suo album Floral Shoppe come "un breve scorcio sulle nuove possibilità di comunicazione internazionale" e "una parodia dell'ipercontestualizzazione americana della e-Asia". Il critico Adam Trainer evidenzia la scelta del genere di usare spezzoni di "musica fatta meno per intrattenere piuttosto che per condizionare l'umore", come quelle usate nelle pubblicità. Michelle Lhooq di Vice Media afferma:
L'immaginario associato alla cultura vaporwave è eterogeneo, ma presenta stereotipi comuni e ricorrenti che rendono lo stile facilmente riconoscibile. La tipica estetica visiva (spesso citata come "ＡＥＳＴＨＥＴＩＣＳ", scritto a caratteri maiuscoli e full width) utilizza immagini simbolo dei primi anni di internet, come anche scenari cyberpunk e statue greco-romane. Nell'arte vaporwave è largamente sfruttata la tecnica del collage per realizzare immagini, video e gif. Sono caratteristici l'uso del viola e del fucsia, richiami alla tecnologia di fine anni '90 e inizio 2000, statue greche, palme, pixel art, droghe, tramonti e molti riferimenti alla cultura giapponese di fine millennio. Generalmente, il materiale visivo utilizzato dagli artisti rimanda a un periodo compreso fra il boom economico del Giappone negli anni '80 e l'attacco alle Torri Gemelle nel 2001 (molti album, incluso Floral Shoppe, raffigurano in copertina le due torri ancora intatte). Il ruolo dell'estetica giapponese è un altro cardine estetico, con continue citazione agli anime di quel periodo divenuti molto famosi anche in occidente.

## Interpretazioni
La vaporwave è stata interpretata come un genere "ironico, satirico e fortemente accelerazionista (sic)" da Adam Harper di Dummy Magazine". L'artista Vektroid ha descritto il suo album 札幌コンテンポラリー come "un breve scorcio sulle nuove possibilità di comunicazione internazionale" e "una parodia dell'ipercontestualizzazione americana dell'e-Asia".
Altre interpretazioni indugiano sul senso di nostalgia come forma di escapismo, correlandola quindi a generi come l'Outrun e la Lo-fi Hip Hop.

Altri lo vedono come la risposta dell'era digitale al punk. Liz, cofondatore del sito SPF420, ha spiegato in una intervista per la rivista Dummy: 

## Storia

### Antecedenti

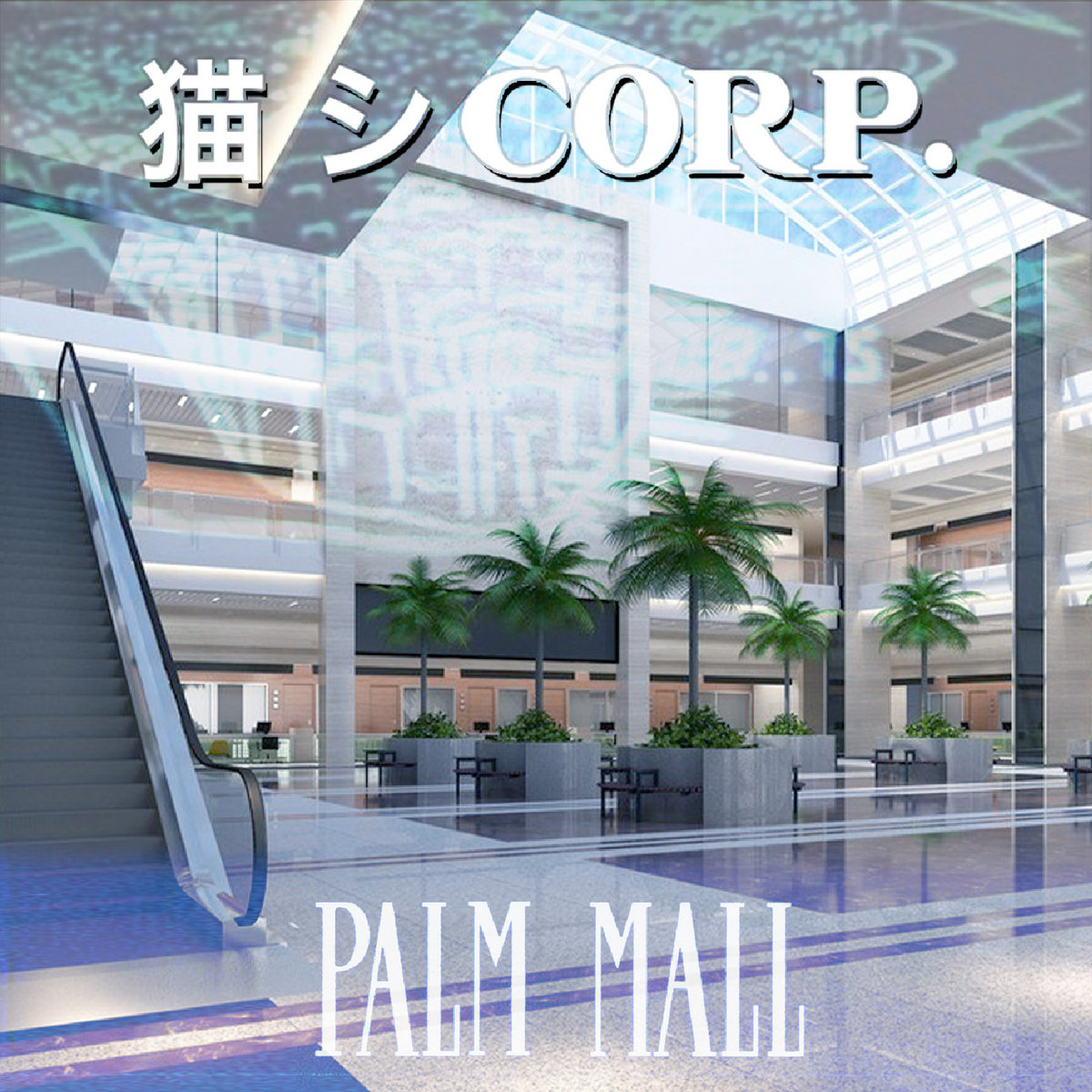
Copertina dell'album Palm Mall di 猫 シ Corp. Molte immagini vaporwave richiamano la cultura pop e il consumismo.

Tra gli antecedenti della vaporwave vi sono cui Sekitō Shigeo, noto per i suoi brani per tastiera Electone e gli artisti della corrente city pop giapponese. Oltre ad essi si contano gli artisti che sfruttavano in modo consistente la tecnica del campionamento per costruire la loro musica come, ad esempio, il canadese John Oswald, che realizzava dei mix sperimentali utilizzando sample di noti brani musicali, Christian Marclay, i Coldcut, DJ Shadow, il cui Endtroducing..... (1996) viene considerato uno dei capolavori dell'hip hop strumentale, gli australiani Avalanches, saliti alla ribalta con il loro Since I Left You (2000) e J Dilla, che strizzava l'occhio al genere soul.

### Origini
Nata su Internet, la vaporwave attinge al rétro e ad artisti del pop ipnagogico che si ispirano a varie espressioni della cultura popolare anni '90 come, ad esempio, Ariel Pink e James Ferraro. In origine, i concetti di "chillwave" e "pop ipnagogico" (quest'ultimo venne coniato dal giornalista David Keenan nell'agosto del 2009, solo alcune settimane dopo la nascita del termine "chillwave") venivano usati come sinonimo di "vaporwave".. Secondo Vice, la vaporwave era uno dei tanti generi destinati a svanire durante quel periodo: "c'era la chillwave, la witch house, il seapunk, lo shitgaze, la vaporwave, il cloud rap, e tantissimi altri generi di nicchia. Appena si spegneva uno di questi microgeneri, un altro ne prendeva il posto, e con assetto ritmico completamente nuovo, nuovi artisti, e nuove mode". Ash Becks da The Essential affermò che, parlando di siti come Pitchfork e Drowned in Sound, "sembrava che, quando andava di moda, volessero evitare di parlare della vaporwave".
La prima canzone in assoluto classificabile come "vaporwave" (o "proto vaporwave") è angel (di Daniel Lopatin sotto pseudonimo di "sunsetcorp") pubblicata sul suo canale youtube ("sunsetcorp") il 19 luglio 2009. Angel verrà poi ripresa, in versione integrale, nel brano A2 dell'album Chuck Person's Eccojams Vol.1 sempre di Daniel Lopatin.
Gli album di maggiore importanza del genere sono Chuck Person's Eccojams Vol.1  (di Daniel Lopatin sotto pseudonimo di "Chuck Person", 8 agosto 2010) , Far Side Virtual (di James Ferraro, 25 ottobre 2011) e Floral shoppe (di Ramona Andra Xavier sotto pseudonimo di "Macintosh Plus", 9 dicembre 2011). Eccojams  conteneva variazioni in chiave chopped and screwed di famose canzoni pop anni 80 e la copertina somigliava alla custodia del videogioco Ecco the Dolphin, mentre Far Side Virtual  insisteva sugli squilli e suoni dei media degli anni 2000, come Skype e la Nintendo Wii.  Nel 2013 Eccojams e Far Side Virtual vennero classificati come "proto vaporwave." Floral Shoppe è considerato da vari critici l'album più rappresentativo del genere vaporwave.
Ispirati dalle idee di Lopatin, numerosi ragazzi e giovani adulti presero a modello Eccojams contribuendo alla nascita del fenomeno vaporwave, mentre attingevano dai temi surreali, postmoderni esplorati da Far Side Virtual. Stando all'accademico Adam Harper, gli artisti di questa corrente erano spesso "entità misteriose che si annidano su Internet (...) si celano dietro il nome di un'azienda fittizia o a un'immagine e, solitamente, la loro musica è scaricabile da Mediafire, Last FM, Soundcloud o Bandcamp". Dopo la pubblicazione di New Dreams Ltd. di Ramona Xavier (Vektroid), un grande numero di artisti prese ispirazione dallo stile dell'album. Floral Shoppe (sempre di Vektroid ma sotto il nome di Macintosh Plus)  fu il primo album a essere propriamente considerato appartenente al genere, dato che conteneva tutti gli elementi principali dello stile.

### Popolarità e ulteriori sviluppi
La musica vaporwave trovò ulteriore successo verso la metà del 2012, costruendosi un pubblico su siti come Last.fm, Reddit e 4chan. Dopo che un'ondata di nuovi artisti si riversò su Bandcamp, varie testate online come Tiny Mix Tapes e Sputnikmusic cominciarono a pubblicare articoli sul movimento. Nel settembre del 2012, Blank Banshee pubblicò il suo album di esordio, Blank Banshee 0, che rifletteva un ramo degli artisti vaporwave che erano più influenzati dalla musica trap e che erano meno interessati a trasmettere messaggi politici.
Dopo l'affermazione del genere, vennero inventati un gran numero di termini per indicare i nuovi sottogeneri che si vennero a creare, alcuni dei quali evidenziavano deliberatamente la poca serietà dei sottogeneri stessi.
Rob Arcand, di Vice, afferma:
()
Tra di questi vi è il future funk, che sviluppa gli elementi disco/house del vaporwave, e il mallsoft, che ne amplifica invece le influenze lounge. Il future funk prende una piega più energetica e movimentata rispetto al vaporwave. Incorpora elementi della French house, nonostante venga creata con le stesse tecniche di sampling della vaporwave. Dylan Kilby ha affermato che "le origini del mallsoft risalgono nelle prime esplorazioni della musica vaporwave, dove l'idea dei centri commerciali come spazi ampi, senza anima e atti al consumismo veniva sfruttata da alcuni artisti per plasmare la vaporwave come un modo per esplorare le ramificazioni sociali del capitalismo e della globalizzazione", e ha detto che tale approccio "è quasi svanito negli ultimi anni per far spazio alla pura esplorazione/espressione del suono". Esempi emblematici dei due sottogeneri sono rispettivamente gli album Hit Vibes di Skylar Spence (al tempo pubblicato con lo pseudonimo di Saint Pepsi, successivamente cambiato per questioni legali) e l'album 슈퍼마켓Yes! We're Open di 식료품groceries.
Nel 2015, Rolling Stone pubblicò una lista dei "10 artisti che dovresti conoscere" in cui venivano citati il duo vaporwave 2814 e il loro album Atarashī hi no tanjō, ritenuto da molti come il capolavoro del genere. Lo stesso anno, l'album  I'll Try Living Like This di Death's Dynamic Shroud.wmv è stato classificato nella lista della testata Fact come il quindicesimo tra i "50 migliori album del 2015", e lo stesso anno MTV fece un rebranding ispirato all'estetica vaporwave e seapunk. Anche il brano Hotline Bling dell'artista hip-hop Drake, pubblicato il 31 luglio, venne accolto positivamente tra gli artisti vaporwave, che ne fecero dei remix seri e faceti.
L'hardvapour prese piede nel tardo 2015, ed è considerata un ribaltamento del genere (con lo scopo di allargarne ulteriormente i confini) con atmosfere più cupe, tempi più veloci, suoni più corposi e ritmi più pesanti. Viene influenzato dallo speedcore e dal gabber, ed è considerato come opposto all'estetica della vaporwave. Secondo Rob Arcand, di Vice, il genere si trova all'incirca tra la vaporwave e il distroid, scrivendo che all'interno dell'hardvapour vengono usati software musicali simili "non per qualche fissazione speciale, ma semplicemente perché al momento sono i più economici e facili da reperire".

## Sottogeneri

Immagine synthwave, uno stile correlato alla vaporwave

Negli anni successivi alla nascita della vaporwave sono nati numerosi sottogeneri che si differenziano dal punto di vista musicale e visivo, talvolta anche ideologico ed estetico. Data la natura sperimentale del genere, tali ramificazioni non si rifanno sempre a dei canoni rigidi, talvolta possono sovrapporsi o sfumare gli uni negli altri, tanto da rendere difficoltoso distinguere rimescolamenti e convergenze di stili e tematiche.

### Classic vapor
La classic vapor, o vaporwave classica, raggruppa tutti i brani risalenti alla prima era della vaporwave, periodo che va dal 2010 alla fine del 2012. I brani di questa era sono caratterizzati da un mix di campionamenti rallentati di smooth jazz, R&B, lounge e musica pop degli anni '80 e '90, rielaborati con tecniche di manipolazione audio che includono la distorsione e l'eco. Queste sonorità sono accompagnate da un'estetica visiva onirica, surreale ed eterea, talvolta liminale o persino perturbante, con immagini di vecchi Windows, del primo web, di rendering 3D low poly, wireframe ecc.; ma anche di cascate, tramonti, nuvole crepuscolari, orizzonti urbanizzati, piante tropicali, statue greco-romane, con una prevalenza di colori neon, pastello ed acidi. Sebbene sia spesso paragonata all'arte surrealista, condivide molte più affinità con la pittura metafisica (es: Composizione metafisica - Giorgio De Chirico). Questa fase ha definito i canoni estetici e sonori del genere, influenzando notevolmente le future produzioni e il panorama musicale indipendente su Internet, ne fanno parte gli album: Holograms (di Skeleton 骷), Webinar (di Internet club), e l'iconico Floral Shoppe (di Macintosh Plus).

### Il tema del sogno

#### Dreamwave
La dreamwave, o hypnagogic drift, è un sottogenere composto da melodie ed arpeggi onirici ed emozionali, spesso abbinato a paesaggi ed atmosfere evanescenti che ricordano le voci eteree della musica dream pop degli anni '80, creando una sensazione di euforia e relax allo stesso tempo. La dreamwave richiama alla nostalgia, avvolge i suoi ascoltatori in un regno ipnotico ed effimero ma allo stesso energico ricco di campionamenti, scene naturali, suoni di sottofondo, motivi cinematografici e testi filosofici e psicologici. La dreamwave è inoltre considerata anche un sottogenere della musica synthwave, infatti è considerata il lato più "chill" della synthwave, con ritmiche lente ed elementi ripresi da colonne sonore cinematografiche.

#### Dreampunk
Il dreampunk è un microgenere nato durante la metà degli anni duemiladieci che rievoca atmosfere sognanti e cinematiche oltre a trasmettere un forte senso di solitudine e spaesamento. Lo stile attinge all'estetica cyberpunk, la fantascienza, il cinema dell'Asia orientale, gli anime, il surrealismo e i rumori della città, oltre che a generi come l'ambient, la techno, la jungle, l'electro e la dubstep e ad artisti come Vangelis, Burial, e Aphex Twin. Una caratteristica che distingue i brani dreampunk è l'uso frequente di field recording evocativi, come ad esempio il suono della pioggia, che richiamano l'immaginario cyberpunk e la metropoli noir e distopica di Blade Runner: film che incita lo spettatore a focalizzarsi sulle ambientazioni della storia e il worldbuilding piuttosto che sulla trama o le vicende dei personaggi. Stando alla rivista Vice, il dreampunk "congiunge la tecnologia al mondo sommerso dell’inconscio, l’occulto e i riti esoterici".
Per spiegare come il dreampunk differisca dalla vaporwave, David Russo dei 2814, considerati i pionieri dello stile, dichiarò che "le atmosfere della dream music (un altro nome da lui usato per definire il dreampunk) si muovono fluidamente in uno spettro sonoro comprendente molti stili musicali diversi, questo pur mantenendo alcuni elementi che permettono all'etichetta di distinguersi nella sua totalità. La dream music ha una solida base narrativa e tra gli elementi che la caratterizzano vi sono le influenze del surrealismo, del futurismo e di concetti di un certo spessore intellettuale. La vaporwave, invece, è un termine e concetto che oggi pesa su tutti coloro che, in qualche modo, hanno a che fare con essa."
Oltre i sopracitati 2814, il dreampunk conta anche artisti come Remember, Chungking Mansions, Kagami Smile, Thugwido, Sangam, Renjā, Origami Girl, Rashida Prime, QMDX, Kuroi Ame e Wuso 命. Tra le principali etichette dreampunk vi sono la Dream Catalogue dei 2814, No Problema Tapes, BLCR Laboratories, House of the Leg e Virtual Dream Plaza.

### Future funk
Il sentimento principale trasmesso dalla vaporwave è la nostalgia per un futuro che non si è mai realizzato, questa sensazione rientra sotto la definizione di anemoia, ossia la nostalgia provata per un qualcosa che non si è mai vissuto. Il successo della vaporwave negli anni 2010 ha avvicinato il pubblico a questo tipo di fascinazione, e portato alla riscoperta della musica city pop (prima di questo periodo in occidente, e tutt'ora in Giappone, questo genere era conosciuto semplicemente come j-pop anni 80, e non era accostato al sentimento di anemoia), in grado di trasmettere nostalgia per un passato mai vissuto. La fusione fra vaporwave e city pop ha portato alla nascita della future funk, ancora oggi uno dei generi più apprezzati della vaporwave, in grado di far provare nostalgia per un passato futuristico che non è mai esistito.
La future funk usa un approccio più energico della vaporwave e incorpora elementi della house (in particolare della French house) anche se la produce con le stesse tecniche di sampling della vaporwave. Sebbene gran parte dei pezzi usati come base derivino dalla city pop, si è presto sperimentato anche con musica occidentale (emblematico è l'album Hit Vibes di Skylar Spence, aka Saint Pepsi). Un esempio modello di come l'influenza vaporwave possa alterare completamente un brano city pop in uno future funk è "Midnight Pretenders" (di Tomoko Aran), rielaborato in "Midnight Love" dalla statunitense Testa rossa. Le visual predominanti di questo genere sono loop di scene anime cyberpunk come Akira e GunBuster (caratterizzate da fantascienza con tecnologia anni 80).

### Capitalismo e alienazione

#### Mallsoft
La mallsoft amplifica le influenze lounge e ambient della vaporwave. Questo sottogenere comunica un senso di smarrimento e di vuoto in chi lo ascolta e ciò è evidente se si mette in relazione al "concetto dei centri commerciali come ampi spazi senz'anima del consumismo... esplorando le ramificazioni sociali del capitalismo e della globalizzazione". Un esempio emblematico è l'album "슈퍼마켓Yes! We're Open" (di 식료품groceries).

#### Officewave
La officewave condivide caratteristiche simili al mallsoft, ma sposta l'attenzione dal lato consumatore, alla vita d'ufficio, esplorando l'omologazione e l'alienazione degli ambienti aziendali, questo sottogenere crea un'atmosfera di monotonia e isolamento anche attraverso suoni ambientali tipici degli uffici, come il ticchettio delle tastiere e il brusio delle conversazioni. Un esempio emblematico è l'album "Corporate Mixtape" (di 猫 シ Corp. & Donovan Hikaru).

### Altre sperimentazioni

#### Hardvapour
L'hardvapour è un sottogenere nato intorno alla fine del 2015 come una rimmaginazione del vaporwave con suoni più cupi e più pesanti, musica darkwave e tempi più veloci. È influenzato dallo speedcore e dal gabber, e si definisce contro le caratteristiche utopiche qualche volta attribuite al vaporwave. Secondo Rob Arcand di Vice, il genere si colloca a metà strada tra la vaporwave e il distroid.

#### Vaportrap
La vapotrap  (unione tra i termini "vaporwave" e "trap") è un sottogenere principalmente strumentale che unisce le sonorità e lo stile della vaporwave con i beat e le ritmiche della trap.
Broken transmission (o "signalwave"), "utopian virtual", "post-Internet", "late-night lo-fi" , "VHS pop" e "vapornoise".

## Tendenze correlate

### Simpsonwave
La Simpsonwave è stata un fenomeno di YouTube reso popolare dall'utente Lucien Hughes. Consiste principalmente di video con scene dalla serie televisiva americana I Simpsons accompagnate da varie canzoni vaporwave. I video sono spesso messi insieme fuori contesto, con una distorsione che ricorda i vecchi VHS e con effetti visivi surreali, che danno un'atmosfera quasi allucinatoria.